# Toy Soldiers (película)
Toy Soldiers —Con la vida en un hilo en Argentina, Operación: soldados de juguete en España y Soldados de juguete en el resto de Hispanoamérica— es una película de acción y suspense estadounidense de 1991 dirigida por Daniel Petrie Jr., basada en una novela de William P. Kennedy, escrita por Petrie y David Koepp, y producida por Jack E. Freedman, Wayne S. Williams y Patricia Herskovic. La banda sonora estuvo a cargo de Robert Folk, mientras que Michael Kahn se encargó del montaje y Chester Kaczenski, del diseño de producción. Está protagonizada por Sean Astin, Wil Wheaton, Keith Coogan y Andrew Divoff. La trama aborda una toma de rehenes por parte de terroristas en una escuela preparatoria para hombres de Virginia.
Originalmente, John Schlesinger iba a ser el director y la historia se desarrollaría en Suiza o Italia, con terroristas palestinos. Es el primer trabajo en dirección de Petrie, quien había escrito Beverly Hills Cop (1984), y cuenta con un «guion rápido pero monótono por momentos». Se estrenó el 26 de abril de 1991 y recaudó 15 073 942 de dólares. Astin, Wheaton, Coogan, Russell y Perez recibieron una nominación al premio Young Artist a Mejor interpretación juvenil en conjunto en cine, que ganaron algunos miembros del elenco de Boyz n the Hood.

## Argumento
El narcotraficante colombiano Enrique Cali está a punto de ser extraditado a Estados Unidos por un acuerdo entre los gobiernos de ambos países. Para presionar al gobierno y evitar el procedimiento, Luis Cali, su hijo y colaborador, toma el Palacio de Justicia en Barranquilla junto con su organización terrorista. Sin embargo, en medio del asalto se entera de que su padre se encuentra en Homestead (Florida) a la espera del juicio. Luis y sus hombres escapan en helicóptero y, con la ayuda del segundo al mando, Jack Thorpe, ingresan a Estados Unidos a través de la frontera con México.
Por otra parte, a la Regis High School asisten hijos de funcionarios gubernamentales y/o políticos influyentes, muchos de ellos expulsados de otros colegios. Entre el alumnado se encuentra un grupo de problemáticos liderados por Billy Tepper que incluye a Joey Trotta, Hank Giles, Ricardo Montoya, Jonathan Bradberry y Phil Donoghue, quienes son vigilados rigurosamente por el decano Parker. El padre de Phil es el juez federal que preside el juicio a Enrique Cali y, como protección, lleva a su familia a un sitio seguro. Luis Cali y sus hombres ingresan al colegio, matan al guardia de la entrada y buscan a Phil, aunque cuando se entera de que el joven no está, el terrorista toma de rehén a toda la escuela y llena el campus de armamento y explosivos controlados a distancia. 
El sheriff local subestima la situación e intenta ingresar a la escuela para negociar, llevando a dos agentes armados ocultos en la patrulla, pero es detenido y obligado a huir. Tras esto, el director del FBI Otis Brown pide apoyo al Ejército para organizar una acción en conjunto; no obstante, todos se mantienen a distancia con el fin de evitar provocar a los terroristas. Luis libera a los empleados de la institución a excepción de los cocineros y el director, Robert Gould, y cada hora cuenta a todos los alumnos para asegurarse de que ninguno haya escapado. Con el tiempo, los estudiantes señalan las posiciones de los terroristas y Billy escapa para suministrarle la información a las autoridades, aunque regresa para evitar el asesinato de sus compañeros.    
El padre de Joey, Albert Trotta, un jefe mafioso neoyorquino, arregla con Enrique Cali la liberación del joven. Joey, quien aborrece a su padre, se niega, pero cuando lo obligan a dejar el lugar, se hace con una metralleta y abre fuego contra un terrorista que, en el intercambio de disparos, lo mata. Luis aprovecha la llegada de Parker, que se lleva el cuerpo, para informarle de que fue un accidente. Sin embargo, Albert no cree la versión y hace que asesinen a Enrique en prisión.  
Antes de que Luis se entere de la muerte de su padre, las autoridades llevan a cabo una misión que consta en que el Equipo de Rescate de Rehenes del FBI,  con el apoyo del Ejército, se infiltre en la escuela y elimine a los terroristas. Mientras tanto, Billy y sus compañeros sabotean los explosivos. Luis pierde a la mayoría de sus hombres y, prácticamente derrotado, toma a Billy de rehén en la oficina del director. Un grupo de soldados rompe la puerta, accede al despacho e intercambia disparos con Luis, mientras que Parker, quien en secreto había seguido el operativo, entra por la ventana y mata al terrorista. Las autoridades arrestan a los asaltantes restantes y los jóvenes quedan en libertad.

## Reparto
| - Sean Astin como Billy Tepper - Wil Wheaton como Joey Trotta - Louis Gossett, Jr. como decano Parker - Keith Coogan como "Snuffy" Bradberry - George Perez como Ricardo Montoya - T.E. Russell como Hank Giles - Shawn Phelan como Derek Case - Knowl Johnson como Phil Donoghue | - Denholm Elliott como director Robert Gould - Jerry Orbach como Albert Trotta (no figura en los créditos) - Andrew Divoff como Luis Cali - Michael Champion como Jack Thorpe - Jesse Doran como Enrique Cali - Mason Adams como Otis Brown - R. Lee Ermey como general Kramer - Stan Kelly como el sheriff |